# 竹沢友美
竹沢 友美（たけざわ ともみ、1980年1月26日 - ）は、日本の女性モデル、元レースクイーン。静岡県出身。愛称はトモキチ。

## 人物
- 2000年代にレースクイーン、モデルとして活躍後にSuperGT300クラスGSR&TeamUKYOチームマネージャーなどを務めた。
- 趣味はスポーツ観戦、ネイルアート、料理。特技はゴルフ。
- 好きな色は赤、黒、ピンク。
- 弟が1人いる[1]。
- 2017年7月14日、くも膜下出血、水頭症、脳出血で倒れ、失語症、左側麻痺になる。

## レースクイーン
| 年度          | カテゴリー                   | チーム名                               | 他のメンバー                   | 参照リンク |
| ------------- | ---------------------------- | -------------------------------------- | ------------------------------ | ---------- |
| 2001年        | JGTC                         | DENTAIRE WEDDINGレースクイーン         | 赤松寛子、水嶋美有             | [2]        |
| 2002年        | JGTC                         | MARRY JUNOレーシングギャル             | 宮野由梨、井坂絵美、笠井麻里   | [3]        |
| 2003年        | JGTC                         | PLUS-e TAISAN レースクイーン           | 広野夏子、中村愛               | [4]        |
| 2004年        | JGTC・フォーミュラ・ニッポン | イエローハットYMSレディ                | 村上麻里恵、春名咲季、今井優杏 | [5]        |
| 2007年 2008年 | SUPER GT                     | TOYOTA TEAM SARD DENSOサーキットレディ | 岩川亜都                       | [6]        |

## その他の活動
- 2005年：「煩悩ガールズ」メンバー
- 2008年：「SHOOT BOXING WORLD TOURNAMENT S-cup 2008」ラウンドガール
- 2009年：SUPER GTオフィシャルステージMC
- 2010年〜：三栄書房「GOLF TODAY」GTバーディーズ
- 2011年：小倉競輪場「ミッドナイト☆ケイリン」ミッドナイト☆シスターズ[7]
- 2011年〜2017年：グッドスマイルレーシングチームマネージャー[8]

## 出演

### テレビドラマ
- ビギナー 第1話（2003年10月6日、フジテレビ） - B子 役

### テレビ
- 新出動!ミニスカポリス（2003年2月、テレビ東京系）

## 作品

### DVD
- HABAガール2!（2003年8月21日、ベガファクトリー）
- DVD もうひとつのGT選手権 バスケット (GT選手権 バスケットボール編)（2004年6月4日、ソフト・オン・デマンド）
- DVD ホットバージョン Vol.95,97,98　（2008年12月-2009年4月、講談社）
- VTEC CLUB Vol.6 　ベストモータリング　DVDホットバージョン増刊（2008年9月20日、2&4モータリング社）